# Long Beach State 49ers
Long Beach State 49ers, kallas för Beach Athletics, är en idrottsförening tillhörande California State University, Long Beach och har som uppgift att ansvara för universitetets idrottsutövning. Deras basebollag använder dock namnet Long Beach State Dirtbags sedan 1989 när deras dåvarande tränare Dave Snow beskrev laget som om de vore Dirtbags i deras fysiska och hårt arbetande spelsätt samt att vara framgångsrika mot de idrottsföreningar som tillhör de mer aktade universiteten och collegen.

## Idrotter
49ers deltager i följande idrotter:
| Herrar - Baseboll (som Dirtbags) - Basket - Friidrott - Golf - Terränglöpning - Vattenpolo - Volleyboll | Damer - Basket - Beachvolleyboll - Fotboll - Friidrott - Golf - Softboll - Tennis - Terränglöpning - Vattenpolo - Volleyboll |

## Anläggningar
- Walter Pyramid, inomhusarena som används av 49ers lag för basket och volleyboll.

## Idrottsutövare

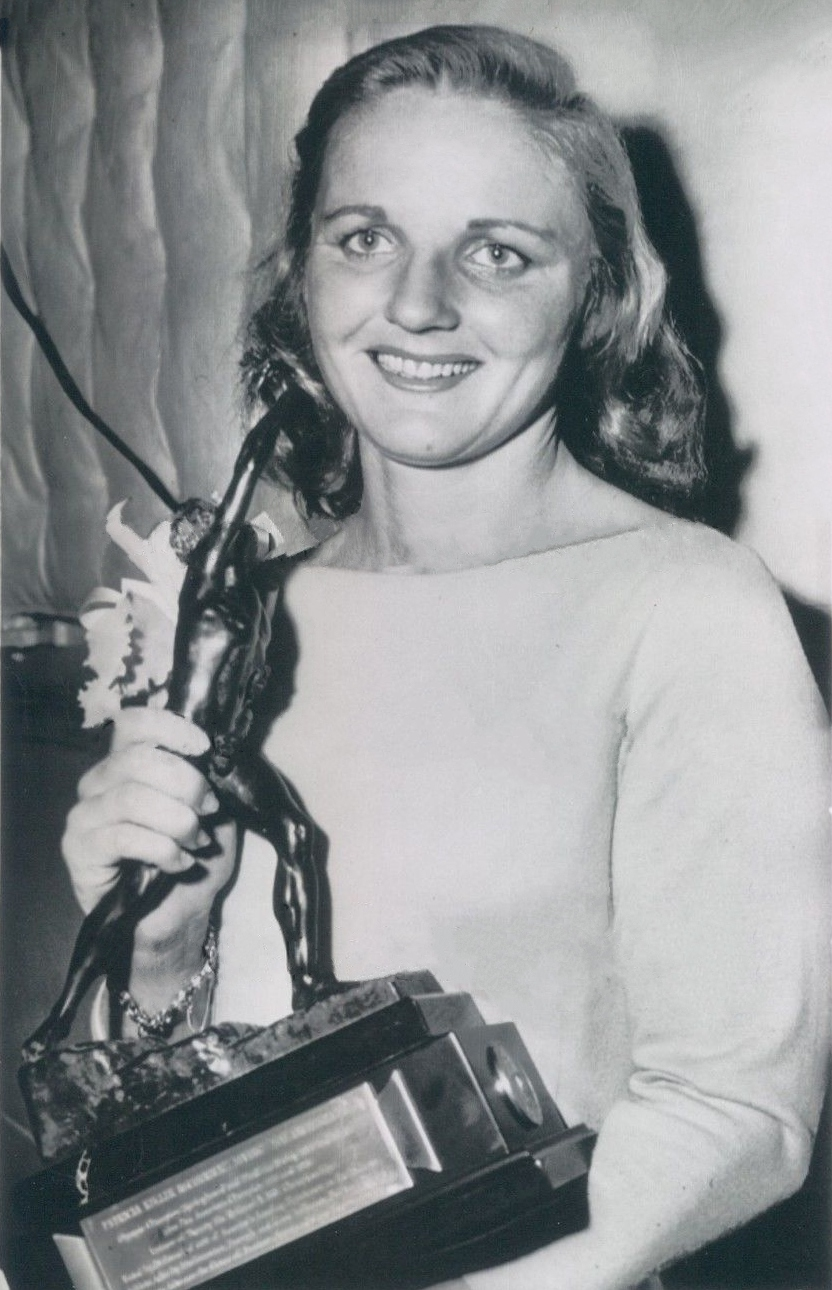
Pat McCormick.

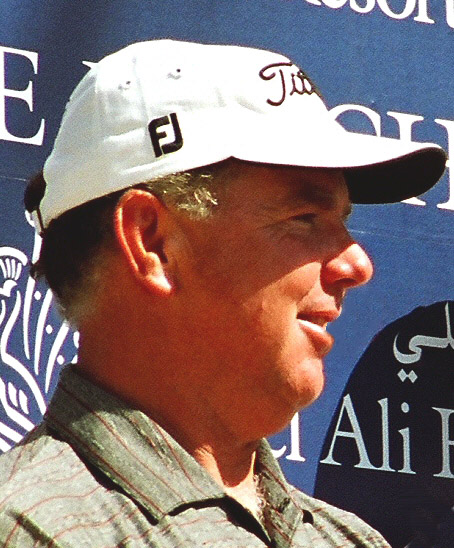
Mark O'Meara.

| Baseboll - Jason Giambi - Evan Longoria - Jeff McNeil - Troy Tulowitzki Basket - Cindy Brown - Craig Hodges - Ed Ratleff Beachvolleyboll - Misty May-Treanor Friidrott - Kenneth Medwood - John Rambo - Dwight Stones | Golf - Mark O'Meara Simhopp - Pat McCormick Simning - Gary Ilman - Tim Shaw Vattenpolo - Guy Baker - Tara Campbell - Douglas Kimbell Volleyboll - Tara Cross-Battle |